# Boeing X-50 Dragonfly
El Boeing X-50A Dragonfly, anteriormente conocido como Demostrador Canard Rotor/Ala, fue un vehículo aéreo no tripulado experimental VTOL de ala rotatoria que fue desarrollado por Boeing y DARPA para demostrar el principio de que el rotor de un helicóptero podía ser parado en vuelo y actuar como un ala fija, posibilitando la transición entre el vuelo de ala fija y el de ala rotatoria.
El X-50A fue construido sobre el trabajo realizado por el programa del Sikorsky S-72 X-Wing de los años 80, que diseñó el vehículo como un avión multi modo desde el principio. El X-50A fue uno de los dos proyectos financiados por DARPA en su programa "Heliplane".
Ninguno de los dos aviones prototipo realizó la transición plena a vuelo frontal. DARPA retiró la financiación del programa X-50 a finales de 2006 debido a los defectos inherentes del diseño.

## Desarrollo
Boeing propuso inicialmente usar la configuración CRW para completar un requerimiento por un avión VTOL adecuado para escoltar al convertiplano V-22.
El X-50A fue un programa conjunto entre Boeing y DARPA, pagando cada uno la mitad de los costes de desarrollo. El X-50A estaba propulsado por un solo motor turbofán convencional. En el modo de ala rotatoria, el tubo de escape del motor era dirigido a toberas en las puntas de las palas del rotor. Cuando el avión realizaba la transición a vuelo pleno hacia adelante, el tubo de escape del motor de dirigía hacia una tobera en la parte trasera del avión y el rotor se bloqueaba en una posición fija y funcionaba como un ala convencional. Se construyeron dos aviones de prueba de concepto como parte del programa. El primer vuelo del X-50A se realizó el 24 de noviembre de 2003.

## Diseño
El X-50 tenía un plano delantero "canard" así como una cola convencional, permitiendo que ambos aportaran sustentación en el vuelo frontal y que descargaran el ala del rotor principal.
Para el despegue vertical, vuelo estacionario, vuelo a baja velocidad, y aterrizaje vertical, el ala del rotor principal era propulsado por reactores de punta, dirigiendo los gases de escape desde un motor a reacción a través de toberas en las puntas del rotor. Como el rotor es propulsado directamente por empuje a chorro, no se necesita un rotor de cola para controlar el par motor como en un helicóptero convencional.
Para el vuelo frontal de alta velocidad, los gases son dirigidos a través de una tobera ordinaria y el ala del rotor se detiene y se mantiene en una posición fija, como un avión convencional.

## Operaciones

### Accidentes
Durante el tercer vuelo del prototipo X-50A, el 23 de marzo de 2004, el vehículo se estrelló, como resultado del acoplamiento cruzado de los controles.
Un segundo prototipo ("Ship 2"), mejorado, fue entonces construido. En su sexto vuelo de los 11 planeados de pruebas, el Ship 2 resultó totalmente destruido en un accidente en los Yuma Proving Grounds el 12 de abril de 2006. La investigación subsiguiente reveló que el fuselaje del avión fue objeto de un momento de cabeceo aerodinámico de extrema sensibilidad. Tanto la velocidad como la estela del rotor producirían un movimiento de cabeceo hacia arriba que fue mayor que el que los controles de vuelo podían compensar.

### Resultado
Ningún avión fue capaz de realizar una transición al modo de vuelo frontal pleno en las partes del programa de pruebas de vuelo que fueron completadas. En septiembre de 2006, DARPA reconoció  los defectos inherentes al diseño y retiró la financiación al programa.

## Especificaciones

### Características generales
- Tripulación: Ninguna (UAV)
- Longitud: 5,39 m
- Diámetro rotor principal: 3,66 m
- Envergadura: 2,71 m (Unidad de cola: 2,47 m)
- Altura: 1,98 m
- Peso vacío: 574 kg
- Peso cargado: 645 kg
- Peso útil: 91 kg
- Planta motriz: 1× turbofán Williams Research F-112.

### Rendimiento
- Velocidad nunca excedida (Vne): 700 km/h
- Velocidad crucero (Vc): 278 km/h

### Secuencias de designación
- Secuencia X-_ (Aviones eXperimentales estadounidenses, 1948-presente): ← X-47A/B/C - X-48 - X-49 - X-50 - X-51 - X-53 - X-54 - X-55 →

### Listas relacionadas
- Anexo:Aeronaves de la Fuerza Aérea de los Estados Unidos (históricas y actuales)